# Gertrude Astor

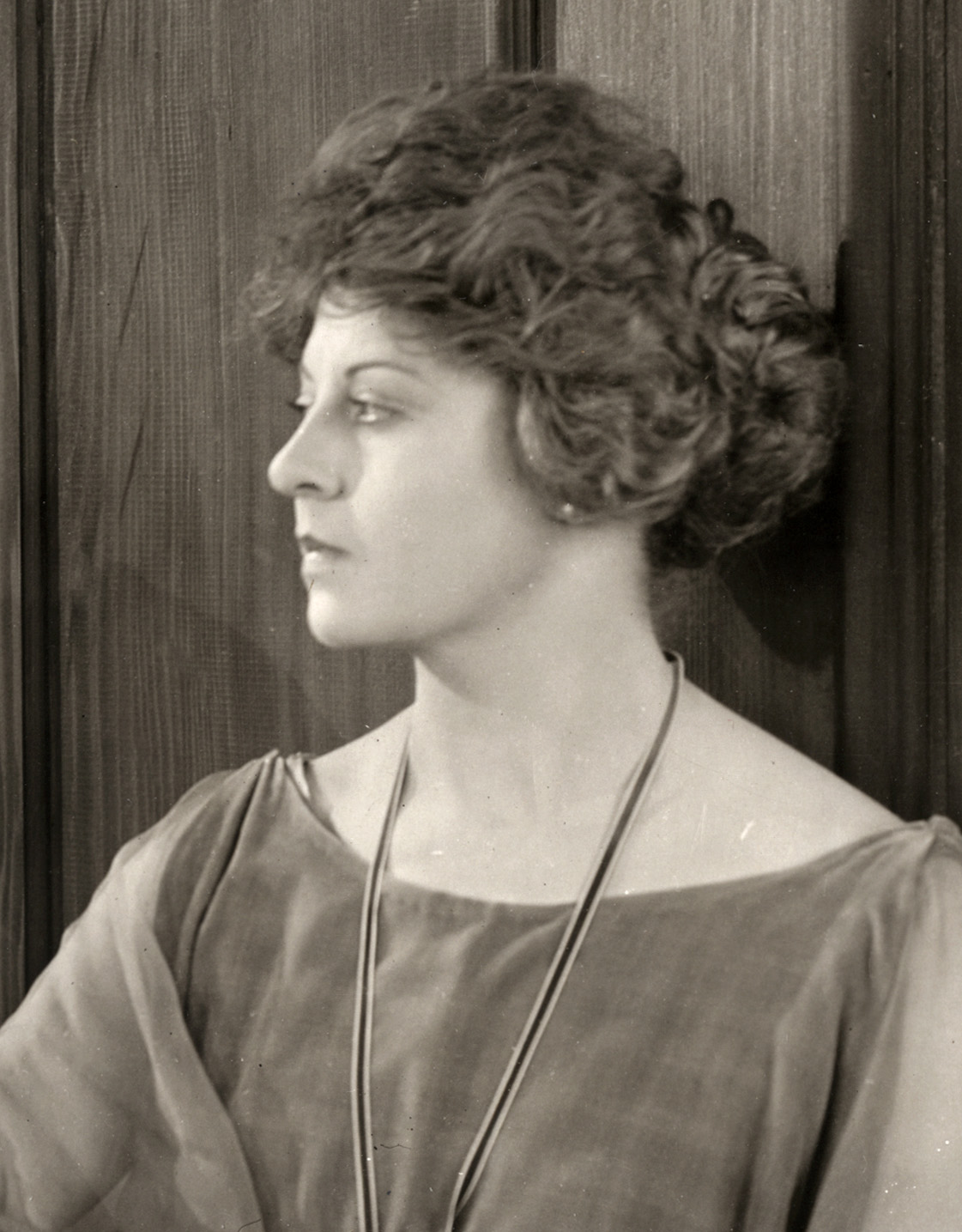
Gertrude Astor in Du sollst nicht begehren deines Nächsten Weib (1922)

Gertrude Astor (* 9. November 1887 in Lakewood, Ohio als Gertrude Eyster; † 9. November 1977 in Woodland Hills, Kalifornien) war eine US-amerikanische Schauspielerin.

## Leben und Werk
Die in Ohio geborene Gertrude Astor hatte 1900 erste Bühnenauftritte in einem Repertoiretheater, in dem sie für zwei Jahre blieb. Später spielte sie Posaune in einer Frauenband, die in Vaudevilletheatern und auf sogenannten Showboats, eine Art schwimmende Theater, die damals auf den großen Wasserstraßen in den USA tourten, auftrat.

### Stummfilmzeit
1914 kam sie für den Film Under Two Flags nach Hollywood, wo sie nach dem Ende der Dreharbeiten blieb. 1915 erhielt sie als eine der ersten Schauspielerinnen einen Vertrag bei Universal. Als gute Reiterin wurde sie auch als Stuntfrau eingesetzt, manchmal zusammen mit dem jungen John Ford. In dem Kurzfilm Cheyenne’s Pal aus dem Jahr 1917, einem der ersten Filme, die John Ford drehte, spielte sie die weibliche Hauptrolle. In den folgenden Jahren war sie in vielen Filmen zu sehen und hatte darin auch zumeist größere Rollen. Sie wurde oft in Aristokratenrollen, als Gold Digger oder als Freundin der weiblichen Hauptrolle eingesetzt, vornehmlich in Komödien. Die blonde, blauäugige Gertrude Astor galt als bestgekleidete Schauspielerin Hollywoods und auf dem Höhepunkt ihrer Karriere als eines der ersten Sexsymbole Hollywoods. Dennoch blieben ihr Hauptrollen, besonders romantische, wegen ihrer Körpergröße verwehrt. Sie gab ihre Größe mit 5 Fuß, 7½ Inches an (etwa 1,71 Meter), andere Quellen gehen bis zu 5 Fuß, 11 Inches (etwa 1,80 Meter). Auf jeden Fall war sie damit körperlich größer als die meisten männlichen Stars ihrer Zeit. Anfang 1927 nahm sie ihren bisherigen Künstlernamen auch als ihren bürgerlichen Namen an, sie hatte vorher Gertrude Eyster geheißen. Als Grund gab sie an, dass sie als Gertrude Astor beträchtlichen Immobilienbesitz erworben habe und rechtliche Schwierigkeiten vermeiden wolle. Zu dieser Zeit hatte sie auch ihre größten Erfolge in Filmen wie Der starke Mann, Alles Schwindel, Spuk im Schloß, Onkel Tom’s Hütte oder Dames Ahoy.

### Spätere Karriere
Gertrude Astor erhielt auch in der Tonfilmzeit ständig Rollen, sie wurden jedoch merklich kleiner. 1931 spielte sie in dem Laurel und Hardy-Kurzfilm Come Clean die Frau von Oliver Hardy. Ab Mitte der 1930er Jahre hatte sie praktisch ausschließlich Rollen, die nicht im Filmvorspann erwähnt wurden. Darunter waren sehr erfolgreiche beziehungsweise bekannte Filme wie Der große Ziegfeld, Die Frauen, Monsieur Verdoux – Der Frauenmörder von Paris, Boulevard der Dämmerung, Alles über Eva, Mein Freund Harvey, In 80 Tagen um die Welt oder Meine Lieder – meine Träume. Besonders John Ford setzte sie häufig in seinen Filmen ein; Beispiele sind Schlagende Wetter, Spuren im Sand, Der Schwarze Falke, Der letzte Befehl, Zwei ritten zusammen und Der Mann, der Liberty Valance erschoß. 1967 beendete sie nach einer Rückenverletzung ihre Karriere. Am 30. September 1975 organisierte der Filmkritiker Kevin Thomas ihr zu Ehren eine Feier bei Universal, an der alte Freunde teilnahmen, darunter die Regisseure George Cukor, Henry Hathaway und Allan Dwan.

### Tod
Gertrude Astor starb an ihrem 90. Geburtstag an einem Schlaganfall. Sie wurde auf dem Hollywood Forever Cemetery beerdigt.

## Filmografie (Auswahl)
- 1915: Under Two Flags
- 1917: The Devil’s Pay Day
- 1917: Polly Redhead
- 1917: Cheyenne’s Pal
- 1917: Bucking Broadway
- 1921: Die kleine Mutter (Through the Back Door)
- 1922: Du sollst nicht begehren deines Nächsten Weib (Beyond the Rocks)
- 1922: Lorna Doone
- 1922: The Impossible Mrs. Bellew
- 1923: Flammende Jugend (Flaming Youth)
- 1923: Alice Adams
- 1923: Hollywood
- 1924: Secrets
- 1924: Der Senator und die Tänzerin (The Silent Watcher)
- 1924: Hoot Gibson, der Rächer der Berge (The Ridin’ Kid from Powder River)
- 1925: Kentucky Pride
- 1925: Stage Struck
- 1926: Kiki
- 1926: Riff und Raff im Weltkrieg (Behind the Front)
- 1926: Der starke Mann (The Strong Man)
- 1926: Alles Schwindel (The Cheerful Fraud)
- 1926: Jenseits der Grenze (The Country Beyond)
- 1926: Dame Chance
- 1927: Alles Schwindel (The Cheerful Fraud)
- 1927: The Taxi Dancer
- 1927: Spuk im Schloß (The Cat and the Canary)
- 1927: Onkel Tom’s Hütte (Uncle Tom’s Cabin)
- 1927: The Small Bachelor
- 1927: Ginsberg the Great
- 1928: Rose-Marie
- 1928: Hit the Show
- 1928: The Butter and Egg Man
- 1928: Stocks and Blondes
- 1928: Eine schamlose Frau (A Woman of Affairs)
- 1929: Erfahrene Frau gesucht (Synthetic Sin)
- 1929: The Fatal Warning (Serial)
- 1929: Untamed
- 1930: Dames Ahoy
- 1931: Come Clean
- 1932: Western Limited
- 1932: Frisco Jenny
- 1933: I Have Lived
- 1934: Zirkus Barnum (The Mighty Barnum)
- 1934: Sweet Adeline
- 1935: No More Ladies
- 1935: Das Schiff des Satans (Dante’s Inferno)
- 1935: Broadway-Melodie 1936 (Broadway Melody of 1936)
- 1936: Ausgerechnet Weltmeister (The Milky Way)
- 1936: Der große Ziegfeld (The Great Ziegfeld)
- 1936: San Francisco
- 1936: Zwischen Haß und Liebe (His Brother’s Wife)
- 1936: Laurel und Hardy: Die Doppelgänger (Our Relations)
- 1936: Magnificent Brute
- 1936: Great Guy
- 1937: Mein Leben in Luxus (Easy Living)
- 1937: Schiffbruch der Seelen (Souls at Sea)
- 1937: Frisco-Express (Wells Fargo)
- 1938: The Big Broadcast of 1938
- 1939: Die Frauen (The Women)
- 1940: Der junge Edison (Young Tom Edison)
- 1940: Hochzeit wider Willen (The Doctor Takes a Wife)
- 1940: Misbehaving Husbands
- 1941: Das goldene Tor (Hold Back the Dawn)
- 1941: Schlagende Wetter (How Green Was My Valley)
- 1941: Der Wolfsmensch (The Wolf Man)
- 1942: Lady for a Night
- 1942: Piraten im karibischen Meer (Reap the Wild Wind)
- 1942: Das große Spiel (Rings on Her Fingers)
- 1942: Nacht im Hafen (Moontide)
- 1943: Der Sheriff von Kansas (The Kansan)
- 1944: Die Kralle (The Scarlet Claw)
- 1944: The Climax
- 1944: Das Lied des goldenen Westens (Can’t Help Singing)
- 1945: Der Wundermann (Wonder Man)
- 1945: Seine Frau ist meine Frau (Guest Wife)
- 1945: Girls of the Big House
- 1945: Man Alive
- 1945: Todsünde (Leave Her to Heaven)
- 1946: Weißer Oleander (Dragonwyck)
- 1946: Crack-Up
- 1946: Schwester Kenny (Sister Kenny)
- 1947: Monsieur Verdoux – Der Frauenmörder von Paris (Monsieur Verdoux)
- 1947: Kalkutta (Calcutta)
- 1948: Belvedere, das verkannte Genie (Sitting Pretty)
- 1948: My Dear Secretary
- 1948: Spuren im Sand (3 Godfathers)
- 1949: Impact
- 1949: The Beautiful Blonde from Bashful Bend
- 1949: Jolson Sings Again
- 1950: Strafsache Thelma Jordon (The File on Thelma Jordon)
- 1950: Montana
- 1950: Dein Leben in meiner Hand (Woman in Hiding)
- 1950: Frauengefängnis (Caged)
- 1950: Boulevard der Dämmerung (Sunset Boulevard)
- 1950: Alles über Eva (All About Eve)
- 1950: Mein Freund Harvey (Harvey)
- 1950: Cowboyrache in Oklahoma (Sierra Passage)
- 1951: Der Revolvermann (The Redhead and the Cowboy)
- 1951: Ein Platz an der Sonne (A Place in the Sun)
- 1951: Trommeln des Todes (Apache Drums)
- 1951: Schwester Maria Bonaventura (Thunder on the Hill)
- 1951: Der jüngste Tag (When Worlds Collide)
- 1951: Cornelia tut das nicht (Elopement)
- 1951: Strandräuber in Florida (The Barefoot Mailman)
- 1952: Skandalblatt (Scandal Sheet)
- 1952: Paula (Paula)
- 1952: I Love Lucy (Fernsehserie, Folge 2x09)
- 1952: Engelsgesicht (Angel Face)
- 1952: Mördersyndikat San Francisco (Hoodlum Empire)
- 1953: Starr vor Angst (Scared Stiff)
- 1953: Panik in New York (The Beast From 20,000 Fathoms)
- 1954: Ein neuer Stern am Himmel (A Star Is Born)
- 1954: Tief in meinem Herzen (Deep in My Heart)
- 1955: Die Unbezähmbaren (Untamed)
- 1955: Daddy Langbein (Daddy Long Legs)
- 1955: Wichita
- 1955: Die jungfräuliche Königin (The Virgin Queen)
- 1955: Maler und Mädchen (Artists and Models)
- 1955: In Acht und Bann (At Gunpoint)
- 1956: Der Schwarze Falke (The Searchers)
- 1956: In 80 Tagen um die Welt (Around the World in Eighty Days)
- 1956: Zug der Furchtlosen (Westward Ho the Wagons!)
- 1957: Dakota (The Oklahoman)
- 1959: Der letzte Befehl (The Horse Soldiers)
- 1959: Alle meine Träume (The Best of Everything)
- 1961: Alles in einer Nacht (All in a Night's Work)
- 1961: Zwei ritten zusammen (Two Rode Together)
- 1961: Im Bann der Puppe (The Devil's Hand)
- 1962: Die vier apokalyptischen Reiter (The 4 Horsemen of the Apocalypse)
- 1962: Der Mann, der Liberty Valance erschoß (The Man Who Shot Liberty Valance)
- 1962: Hands of a Stranger
- 1963: Die Unbestechlichen (The Untouchables, Fernsehserie, Episode 4x19)
- 1964: Goldgräber-Molly (The Unsinkable Molly Brown)
- 1965: Meine Lieder – meine Träume (The Sound of Music)